# Bethanie Mattek-Sands
Bethanie Mattek-Sands (Rochester, Minnesota, 23 de Março de 1985) é uma tenista profissional norte-americana que alcançou como melhor ranking na carreira o número 3 mundial nas duplas, já em simples foi número 30. Ao todo possui 19 troféus de duplas nível WTA.
Nas duplas conquistou sete títulos de Grand Slam, sendo que 5 nas femininas e 2 nas mistas. Já em 2016, jogando nas Duplas mistas ao lado do compatriota Jack Sock, ganhou o Ouro nos Jogos Olímpicos Rio 2016 numa final estadunidense contra Venus Williams e Rajeev Ram.

## Carreira profissional

### 2024
Bethanie começou o ano participando do ASB Classic no qual chegou à final de duplas com sua parceira Marie Bouzková. Apesar de  cabeças de chave N° 1 elas perderam para a dupla cabeça de chave N° 2 Anna Danilina / Viktória Hrunčáková [en] em jogo equilibrado de três sets.

## Finais de Grand Slam

### Duplas: 2 (2 títulos)
| Posição | Ano  | Campeonato          | Piso   | Parceira       | Oponentes                          | Placar             |
| ------- | ---- | ------------------- | ------ | -------------- | ---------------------------------- | ------------------ |
| Campeã  | 2015 | Aberto da Austrália | Duro   | Lucie Šafářová | Chan Yung-jan Jie Zheng            | 6–4, 7–6(7–5)      |
| Campeã  | 2015 | Aberto da França    | Saibro | Lucie Šafářová | Casey Dellacqua Yaroslava Shvedova | 3–6, 6–4, 6–2      |
| Campeã  | 2017 | Aberto da Austrália | Duro   | Lucie Šafářová | Andrea Hlaváčková Peng Shuai       | 6–7(4–7), 6–3, 6–3 |

### Duplas Mistas: 2 (2 títulos)
| Posição | Ano  | Campeonato          | Piso   | Parceira    | Oponentes                       | Placar           |
| ------- | ---- | ------------------- | ------ | ----------- | ------------------------------- | ---------------- |
| Campeã  | 2012 | Aberto da Austrália | Duro   | Horia Tecău | Elena Vesnina Leander Paes      | 6–3, 5–7, [10–3] |
| Campeã  | 2015 | Aberto da França    | Saibro | Mike Bryan  | Lucie Hradecká Marcin Matkowski | 7–6(7–3), 6–1    |

### Premier Mandatory/Premier 5 finais

#### Duplas: 1 (1 vice)
| Posição | Ano  | Campeonato   | Piso | Parceira            | Oponentes                 | Placar   |
| ------- | ---- | ------------ | ---- | ------------------- | ------------------------- | -------- |
| Vice    | 2011 | Indian Wells | Duro | Meghann Shaughnessy | Sania Mirza Elena Vesnina | 0–6, 5–7 |

## Finais WTA

### Duplas
| Antes de 2009           | A partir de 2009      |
| ----------------------- | --------------------- |
| Grand Slam torneios (0) |                       |
| Ouro Olimpico (0)       |                       |
| WTA Championships (0)   |                       |
| Tier I (0)              | Premier Mandatory (0) |
| Tier II (1)             | Premier 5 (0)         |
| Tier III (2)            | Premier (4)           |
| Tier IV (1)             | International (1)     |

| N. | Data                    | Torneio                     | Piso            | Parceiro            | Oponente na final                    | Placar              |
| 1. | 15 de agosto de 2004    | Vancouver, Canadá           | Saibro          | Abigail Spears      | Els Callens Anna-Lena Grönefeld      | 6–3, 6–3            |
| 2. | 22 de julho de 2007     | Cincinnati, Estados Unidos  | Dura            | Sania Mirza         | Alina Jidkova Tatiana Poutchek       | 7–6(4), 7–5         |
| 3. | 23 de fevereiro de 2008 | Bogotá, Colombia            | Saibro          | Iveta Benešová      | Jelena Kostanić Tošić Martina Müller | 6–3, 6–3            |
| 4. | 13 de abril de 2008     | Ilha Amélia, Estados Unidos | Saibro          | Vladimíra Uhlířová  | Victoria Azarenka Elena Vesnina      | 6–3, 6–1            |
| 5. | 19 de abril de 2009     | Charleston, Estados Unidos  | Saibro          | Nadia Petrova       | Liga Dekmeijere Patty Schnyder       | 6–7(5), 6–2, [11–9] |
| 6. | 3 de maio de 2009       | Stuttgart, Alemanha         | Saibro (indoor) | Nadia Petrova       | Gisela Dulko Flavia Pennetta         | 5–7, 6–3, [10–7]    |
| 7. | 23 de maio de 2009      | Varsóvia, Polônia           | Saibro          | Raquel Kops-Jones   | Yan Zi Zheng Jie                     | 6–1, 6–1            |
| 8. | 11 de abril de 2010     | Ponte Vedra, Estados Unidos | Saibro          | Yan Zi              | Chuang Chia-jung Peng Shuai          | 4–6, 6–4, [10–8]    |
| 9. | 13 de fevereiro de 2011 | Paris, França               | Dura (indoor)   | Meghann Shaughnessy | Vera Dushevina Ekaterina Makarova    | 6–4, 6–2            |